# محمد عمر (بازیکن فوتبال، زاده ۱۹۹۰)
محمد عمر (انگلیسی: Muhammad Omar؛ زادهٔ ۲ ژوئن ۱۹۹۰) بازیکن فوتبال اهل پاکستان است.
وی همچنین در تیم‌های ملی فوتبال زیر ۲۳ سال پاکستان و پاکستان بازی کرده است.